# Ust´-Tarka
Ust´-Tarka (ros. Усть-Тарка) – wieś (sieło) w Rosji, w obwodzie nowosybirskim, ośrodek administracyjny rejonu ust-tarckiego. W 2010 liczyła 4057 mieszkańców.